# Antennaria alpina
Espèce
Classification phylogénétique
Antennaria alpina, le Pied de chat alpin également appelé Antennaire alpin, est une espèce de plantes à fleurs du genre Antennaria et de la famille des Asteraceae.
Cette espèce est endémique des régions sous-arctiques et boréales de l'hémisphère nord. Plus particulièrement, elle se développe toujours à haute altitude en Scandinavie et dans les Montagnes Rocheuses du Montana.
Cette plante produit une hampe florale atteignant les 15 cm de hauteur et surmontée de capitules groupés par 3 à 5. Ces capitules ont des bractées acérées de couleur vert brunâtre. Les capitules mâles sont de couleur blanc cassé ; les femelles rosâtres mesurent 4 à 8 mm de diamètre.

## Description
C'est une plante herbacée vivace.
Hauteur : 5-15 cm
Couleur : blanc-brun
Floraison : juillet-septembre

## Culture
Zones de rusticité : 2-8
Exposition : soleil le matin avec un peu d'ombre l'après-midi 
Sol : pauvre, drainé
Multiplication : semer au printemps, germe en 1-3 mois, 13-18 °C; division au printemps après la floraison
Usages : pauvre, drainé